# 간몬교

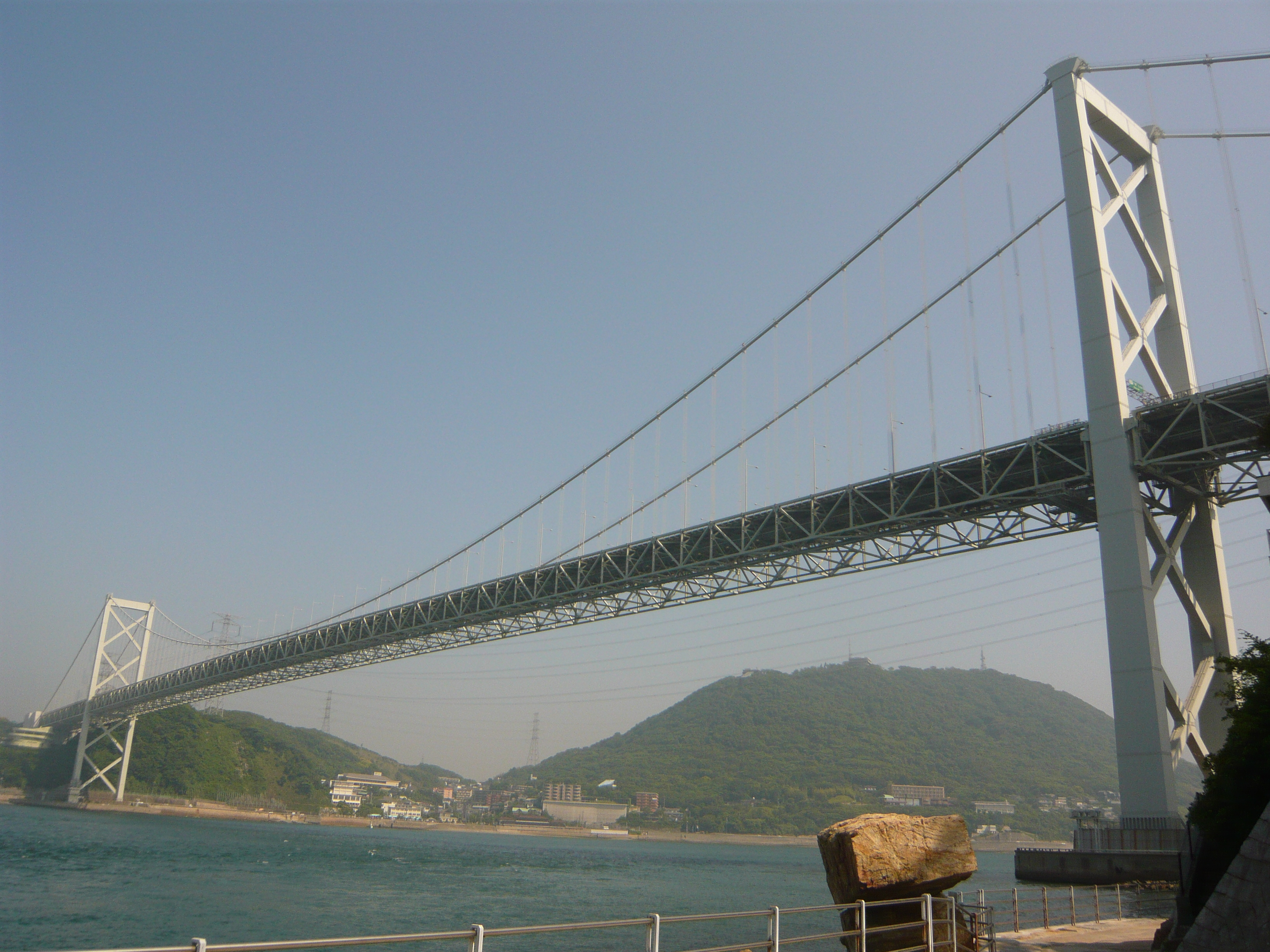
간몬 교

간몬 교(일본어: 関門橋 간몬쿄[*])는 일본 야마구치현 시모노세키시와 기타큐슈시 모지구를 잇는 현수교, 혹은 그 다리를 지나는 고속도로(고속자동차국도)의 통칭이다.

## 개설
1973년 11월 14일에 개통하였고 1984년 3월 27일에 규슈 자동차도와 연결되었다. 세계에서 34번째로 긴 현수교로, 중앙 지간은 712 m이다. 개통 이전까지 최장 교량이었던 와카토 대교를 길이에서 능가했으며, 1983년에 인노시마 대교가 개통되기 전까지 일본 최장의 다리였다. 형식은 표준적인 3경간의 현수교이며, 보강형은 트러스이다. 교량 등의 방식법에는 용사(溶射)가 채용되었다. 간몬 해협은 대형 선박도 항행하는 중요 항로인 관계로, 다리에서 해면까지는 61 m의 높이를 확보하고 있다. 1973년도 토목학회 다나카 상(작품부문)을 수상하였다.
교량의 전후 구간을 포함하는 시모노세키 나들목 ~ 모지 나들목 간 고속도로의 법정노선명은 간몬 자동차도(일본어: 関門自動車道 간몬지도샤도[*])이며, 정식으로는 주고쿠 자동차도도 규슈 자동차도도 아닌, "국토개발간선 자동차도 이외의 지정 고속도로"이다. 단, 이 구간의 거리표 표지 및 나들목 번호는 후키다 분기점(주고쿠 자동차도 기점)부터의 통산이며, 일반도로에서의 각 나들목의 안내 표지도 "주고쿠 자동차도·규슈 자동차도"라고 표기되며, "간몬 교·간몬 자동차도"로는 표기되지 않는다. 그 외 지도 등에서는 "간몬 교" 또는 "관몬 자동차도"로 표기되는 경우도 있다.
고액의 건설 비용이 투입된 점, 국도 제2호선 간몬 터널로의 교통량 분산을 위하여, 간몬 교를 포함하는 시모노세키 나들목 ~ 모지코 나들목 간의 통행요금은 개통 당초부터 오랫동안 보통차 기준 1 km당 64엔(통상 구간의 약 2.6배)으로 설정되어 있었지만, 2011년 8월 1일 ~ 2014년 3월 31일 간의 기간 한정으로 통상 구간과 같은 통행요금으로 통행료가 대폭 인하되었다. 이후에는 본래 요금에 소비세 인상분을 반영한 새 요금제가 적용되었다.
간몬 해협을 횡단하는 육상 교통 수단으로서는 유일하게 지상에 있으며(산요 본선, 국도 2호선, 산요 신칸센은 해저 터널), 아시안 하이웨이 1호선()의 일부를 구성한다. 전 구간 80km/h의 속도 제한이 있다. 시모노세키 나들목 ~ 모지코 나들목은 편도 3차로이다.

## 주요 접속 도로
- 주고쿠 자동차도(시모노세키 나들목에서 직결)
- 간몬 터널(시모노세키 나들목에서 접속)
- 규슈 자동차도(모지 나들목에서 직결)
- 기타큐슈 고속 4호선(모지 나들목에서 접속)

## 역사
- 1973년 11월 14일: 개통
- 1984년 3월 27일: 규슈 자동차도와 연결됨

## 시설물
- 번호의 배경색이 ■인 구간은 공식 구간이다.
- ○는 운용중인 버스 정류장이며, ◆는 휴지(休止)중인 버스 정류장이다.

| 번호                                                                         | 이름                                                                         | 일본어 이름                                                                  | 구간 거리                                                                    | 누적 거리                                                                    | 접속 노선                                                                    | 버스 정류장                                                                  | 소재지                                                                       | 소재지                                                                       | 비고                                                                         |
| 주고쿠 자동차도와 직결 (스이다 분기점 및 산요 자동차도 히로시마 분기점 방면) | 주고쿠 자동차도와 직결 (스이다 분기점 및 산요 자동차도 히로시마 분기점 방면) | 주고쿠 자동차도와 직결 (스이다 분기점 및 산요 자동차도 히로시마 분기점 방면) | 주고쿠 자동차도와 직결 (스이다 분기점 및 산요 자동차도 히로시마 분기점 방면) | 주고쿠 자동차도와 직결 (스이다 분기점 및 산요 자동차도 히로시마 분기점 방면) | 주고쿠 자동차도와 직결 (스이다 분기점 및 산요 자동차도 히로시마 분기점 방면) | 주고쿠 자동차도와 직결 (스이다 분기점 및 산요 자동차도 히로시마 분기점 방면) | 주고쿠 자동차도와 직결 (스이다 분기점 및 산요 자동차도 히로시마 분기점 방면) | 주고쿠 자동차도와 직결 (스이다 분기점 및 산요 자동차도 히로시마 분기점 방면) | 주고쿠 자동차도와 직결 (스이다 분기점 및 산요 자동차도 히로시마 분기점 방면) |
| ---------------------------------------------------------------------------- | ---------------------------------------------------------------------------- | ---------------------------------------------------------------------------- | ---------------------------------------------------------------------------- | ---------------------------------------------------------------------------- | ---------------------------------------------------------------------------- | ---------------------------------------------------------------------------- | ---------------------------------------------------------------------------- | ---------------------------------------------------------------------------- | ---------------------------------------------------------------------------- |
| 37                                                                           | 시모노세키 나들목                                                            | 下関IC                                                                       |                                                                              |                                                                              | 야마구치현도 제57호선 야마구치현도 제258호선                                 |                                                                              | 야마구치현                                                                   | 시모노세키시                                                                 |                                                                              |
| -                                                                            | 시모노세키 단노우라 버스 정류장                                              | 下関壇之浦BS                                                                 |                                                                              |                                                                              |                                                                              | ◆                                                                            | 야마구치현                                                                   | 시모노세키시                                                                 | 휴지(休止)중                                                                 |
| -                                                                            | 단노우라 간이 휴게소                                                         | 壇之浦PA                                                                     |                                                                              |                                                                              |                                                                              |                                                                              | 야마구치현                                                                   | 시모노세키시                                                                 | 후쿠오카 방면                                                                |
| -                                                                            | 간몬 교                                                                      | 関門橋                                                                       |                                                                              |                                                                              |                                                                              |                                                                              | 야마구치현                                                                   | 시모노세키시                                                                 | 총연장 1,068m                                                                |
| -                                                                            | 메카리 간이 휴게소                                                           | めかりPA                                                                     |                                                                              |                                                                              |                                                                              |                                                                              | 후쿠오카현                                                                   | 기타큐슈시                                                                   | 히로시마 방면 설치 모지코 나들목으로부터 유입 불가                           |
| -                                                                            | 메카리 터널                                                                  | 和布刈トンネル                                                               |                                                                              |                                                                              |                                                                              |                                                                              | 후쿠오카현                                                                   | 기타큐슈시                                                                   | 상행 520m 하행 580m 모지코 나들목 출입로 630m                                |
| 38                                                                           | 모지코 나들목/버스 정류장                                                    | 門司港IC/BS                                                                  |                                                                              |                                                                              | 후쿠오카현도 72호선                                                          | ○                                                                            | 후쿠오카현                                                                   | 기타큐슈시                                                                   | 히로시마 방면 출입로                                                         |
| -                                                                            | 오쿠보 터널                                                                  | 大久保トンネル                                                               |                                                                              |                                                                              |                                                                              |                                                                              | 후쿠오카현                                                                   | 기타큐슈시                                                                   |                                                                              |
| -                                                                            | 야마나카 터널                                                                | 山中トンネル                                                                 |                                                                              |                                                                              |                                                                              |                                                                              | 후쿠오카현                                                                   | 기타큐슈시                                                                   |                                                                              |
| -                                                                            | 모지 나들목                                                                  | 門司IC                                                                       |                                                                              |                                                                              | 기타큐슈 고속도로 제4호선 후쿠오카현도 제72호선                              |                                                                              | 후쿠오카현                                                                   | 기타큐슈시                                                                   |                                                                              |
| 규슈 자동차도와 직결(후쿠오카 나들목, 도스 분기점 방면)                      |                                                                              |                                                                              |                                                                              |                                                                              |                                                                              |                                                                              |                                                                              |                                                                              |                                                                              |

## 관리구간
- 서일본 고속도로(전구간이 서일본고속도로 규슈지사 시모노세키 관리사무소의 관리)

## 경유하는 지자체
- 야마구치현
  - 시모노세키시
- 후쿠오카현
  - 기타큐슈시 모지구

## 교통량
평일 24시간 교통량은 아래와 같다.(2005년도 일본 도로교통 센서스)
- 시모노세키 나들목 ~ 야마구치 현 기타큐슈 시계 : 28,837대
- 모지코 나들목 ~ 모지 나들목 : 26,446대

## 주요 시설
매카리 터널
모지 측 메카리 공원의 바로 아래에 터널이 통과하고 있다.
- 길이 : 520m(상행선), 580m(하행선), 630m(모지코 나들목 램프부)

## 같이 보기
- 일본의 고속도로 목록
- 간몬 국도 터널
- 아시안 하이웨이 1호선